# Diedrich Schmidt (Politiker)
Diedrich Schmidt (* 7. Januar 1868 in Weserdeich bei Berne; † 28. Januar 1939 in Zetel) war ein deutscher Lehrer, Unternehmer und Mitglied des Oldenburgischen Landtags.

## Biografie

### Berufliche Karriere
Schmidt war der Sohn des Schiffskapitäns Hermann Friedrich Schmidt und dessen Ehefrau Metta Henrike geb. Schwarz. Aufgrund des Niederganges der kommerziellen Segelschifffahrt und wegen des Todes mehrerer Familienmitglieder auf See drängte ihn seine Mutter, nicht entsprechend der Familientradition den Seemannsberuf zu ergreifen. Nach dem Besuch der Volksschule besuchte Schmidt daher das Evangelische Lehrerseminar Oldenburg und unterrichtete anschließend an den Schulen in Apen, Tonndeich bei Heppens und Alt-Heppens.
1904 gab Schmidt seinen Beruf als Lehrer auf und gründete zusammen mit seinem Schwiegervater Caspar Wilhelm Müller eine Ziegelei in Zetel. 1906 übernahm Schmidt einen weiteren Ziegeleibetrieb und baute damit sein Unternehmen beträchtlich aus. Auch die Gründung der Vereinigte Oldenburger Klinkerwerke GmbH in Bockhorn 1908, bei der sich 14 Ziegeleien im Großherzogtum Oldenburg zusammenschlossen, wurde von Schmidt mitgestaltet. Die Leitung seiner Ziegelei führte Schmidt bis zu seinem Tod weiter.

### Weitere Engagements
Neben seinen unternehmerischen Tätigkeiten war Schmidt auch politisch engagiert. Von 1908 bis 1931 gehörte er als Abgeordneter der Deutschen Demokratischen Partei, später der Deutschen Staatspartei, ohne Unterbrechung dem oldenburgischen Landtag an. Sein politisches Engagement galt nach Ende des Ersten Weltkriegs der Aufhebung der Zwangswirtschaft und in der Weimarer Zeit der Neuordnung der Verwaltungsgerichtsbarkeit im Freistaat Oldenburg. Hierfür wurde Schmidt von 1927 bis 1934 als vom Landtag gewählter Nicht-Jurist Mitglied des oldenburgischen Oberverwaltungsgerichts.

## Familie
Schmidt heiratete am 28. September 1894 in Heppens Johanne Friederike Müller (1867–1939), die Tochter des Landmanns Caspar Wilhelm Müller und dessen Ehefrau Johanne Margarethe Catharine geb. Gerdes.